# روزالي فيول
روزالي فِيُّول (1752 – 24 يونيو 1794) كانت فنانة باستيل ورسامة فرنسية. ولدت في باريس، وكانت حاجبة في قصر مويت [الإنجليزية]. حزنت على إعدام لويس السادس عشر رغم دعمها للثورة الفرنسية. في ذروة عهد الإرهاب، أعدّت وبضرب من الطيش ترتيباتٍ لبيع بعض الأثاث في قصر مويت إلى تاجر سلع مستعملة. أُبلِغت السلطات بذلك وأُلقي القبض عليها بتهمة سرقة وإخفاء ممتلكات وطنية؛ ممتلكات تعود للجمهورية. تبيّن أن روزالي فيول مدانة وأُعدمت في عام 1794 مع صديقتها السيدة تشيلغران، على الرغم من محاولة تدخل كارل فرنيه شقيق تشيلغران.
كان الفنان الباستيلي جان أنجيليك بوكيت [الإنجليزية] ابن عمها.

## الحياة الشخصية والمهنية
تزوجت روزالي فيول بلويس بيني فيُّول في عام 1777، في سن الرابعة والعشرين. كان بيني المشرف على قصر مويت الملكي، وكان أكبر سنًّا بكثير من روزالي. أقام الزوجان في فندق تريفيرس بالقرب من مويت. جذبت روزالي أيضًا انتباه العائلة المالكة وخاصة ماري أنطوانيت، التي أحبت مويت حقًا. أعطتها العائلة المالكة العديد من العمولات مقابل بورتريهات مختلفة.
أنجبت روزالي ولدًا أسمته لويس أغسطس. للأسف، أصبحت روزالي أرملة في عام 1788، بعد عشر سنوات من زواجها بلويس، ولكن سُمح لها بالبقاء في منزلها لأن الملكة أحالت مكتب زوجها الراحل إليها. عاشت هناك مع ابنها الذي كان يبلغ من العمر ثماني سنوات في ذلك الوقت وصديقتها المقربة مارغريت-إيميلي تشيلغران، التي كانت ابنة الفنان الكبير كلود جوزيف فيرنيه.
كانت مدام دي بوني، التي اشتهرت بأنها أجمل امرأة في باريس وأصبحت في ما بعد جاسوسة في الثورة الفرنسية، صديقة مقربة لروزالي. غالبًا ما عمل بنجامين فرانكلين كنموذجٍ لرسوماتها ويبدو أنه كان معجبًا بها.
كانت روزالي أيضًا صديقة مقربة لإليزابيث فيغ لوبرون. رغم امتلاكهما أسلوبين مختلفين في الرسم، فقد أمضتا الكثير من الوقت مع بعضهما وعملتا أيضًا على اللوحات معًا. كتبت لوبرون مذكرات بعد وفاة فيول تصف فيها كيف افتقدت صديقتها وتذكرت أحاديثهما قبل أن تُقتل لوبرون في الثورة الفرنسية. اعتبرت لوبرون أن فيول منافسة كبيرة لها واعترفت بموهبتها كفنانة.

## الأعمال والأسلوب
اشتهرت روزالي بجمالها وبضربات فرشاتها. في عام 1780، عُينت لرسم مناظر أرض المُلكية، والتركيز على حدائقها المورقة ذات الطراز الإنجليزي. بقي عدد قليل فقط من بين هذه اللوحات المَلكية بسبب الثورة. كانت إحدى أشهر لوحاتها بعنوان «أطفال الكونت دارتوا». من بين لوحاتها التي بقيت حتى يومنا هذا، هناك القليل منها ساحرة جدًا مثل لوحات الباستيل لحدائق قلعة شانتيي. تجسد لوحاتها الحدائق الريفية البسيطة الجميلة المصممة على الطراز الإنجليزي والتي أصبحت رائجة بين النخبة الفرنسية العليا في سبعينيات القرن الثامن عشر وثمانينياته.
كانت أعمال فيول تدور حول موضوع الأطفال غالبًا. رسمت أطفالًا يلعبون أحيانًا في مجموعة، ورسمتهم في أحيان أخرى في بورتريه واحد. رسمت أيضًا بنجامين فرانكلين، أحد الآباء المؤسسين للولايات المتحدة، وهو كاتب، وسياسي، ومخترع.. إلخ. أصبح بورتريه بنجامين فرانكلين واحدًا من أكثر أعمالها التي لاقت إعجابًا واحترامًا.